# Битка на Морави (1191)
Битка на Морави је била битка између Србије и Византије, која се одиграла у јесен 1191. године, у области око Јужне Мораве. Војска византијског цара Исака II Анђела поразила је снаге великог жупана Стефана Немање и повратила Ниш, као и главни пут према тврђави Равно и градовима Браничеву и Београду. Недуго након битке дошло је до склапања српско-византијског мира. Немања је признао врховну византијску власт, а мир је потврђен браком између Немањиног средњег сина Стефана Првовенчаног и византијске принцезе Евдокије.

## Догађаји који су претходили бици
Након сусрета Фридриха Барбаросе и Стефана Немање у Нишу 27. јула 1189. године. Крсташка војска је наставила напредовање ка Сардици (данашња Софија) и Хадријанопољу (Једрене), а иза ње је наступао Немања са својом војском, настављајући освајања византијске територије. Након освајања Хадријанопоља и припреме за опсаду Цариграда, византијски цар Исак II, склопио је примирје са Барбаросом. Примирје је омогућило Исаку II да се припреми за напад на Стефана Немању и Бугарску.

## Битка
Битка се одиграла у јесен 1191. године, у области око Јужне Мораве. Стефан Немања је предводио српску војску, а Исак II Анђел византијску војску. Византијска војска је без већих проблема поразила српску војску, а онда наставила са пустошењем српских крајева. Византијска војска је до темеља срушила град из кога је Стефан кренуо у битку (недалеко од Куршумлије). Немања се није предао већ се повукао у планине и наставио са повременим нападима. То је условило да цар Исак затражи преговоре о миру. О самом току битке постоји веома мало записа.

## Последице
Стефан Немања је морао да одустане од великог дела својих освајања, источно од реке Велике Мораве и Јужне Мораве (Перник, Земен, Велбужд, Житомиск, Стоби, Скопље, Ниш, Равно и контролу над римским војним путем), и призна Византијског цара за врховну власт, а цар га за узврат признаје за великог жупана. И поред пораза српске војске Стефан Немања је сачувао већину територија. Током склапања мира је уговорен и брак између Стефановог сина Стефана Немањића, касније Првовенчаног, и принцезе Евдокије Ангелине, кћерке Алексија III Анђела, брата тадашњег византијског цара Исака II Анђела. Априла 1195. у Византији је дошло до преврата којим је на престо дошао Алексије III и тако је Стефан Немањић постао зет византијског цара. Ово је био последњи сукоб Византије и великожупанске Србије, након чега је српска држава поново ушла у византијски комонвелт. Алексије III, по доласку на престо, доделио је Стефану високо достојанство - севастократор, које је по рангу било одмах после цара и деспота.

## Занимљивости
Битка је екранизована у серији Немањићи — рађање краљевине.